# Rudolf Ray
Rudolf Ray  (geboren als Rudolf Rapaport; 13. April 1891 in Dünaburg, damals Russland, heute Daugavpils in Lettland – gestorben im Mai 1984 in London) war ein ursprünglich expressionistischer, später abstrakter Maler, der überwiegend in Europa und Nordamerika lebte und wirkte.

## Leben und Werk
Rudolf Rays Eltern waren Isak Rapaport (gestorben 1938) und Sofie, geborene Lurie, (1866–1941), er hatte eine Schwester, Eugenie (1895–1981). Rudolf Ray studierte und arbeitete in den 1920er Jahren in Wien. Er studierte Rechtswissenschaften und war zumindest in den 1930er Jahren als Rechtsanwalt, aber auch als Kunstmaler, im Adressbuch eingetragen. Ab 1934 nannte sich Rudolf Rapaport Rudolf Ray. Er machte sich einen Namen als Porträtmaler; nachdem er sich mit den Lehren Sigmund Freuds beschäftigte, versuchte er sich im Darstellen des Unbewussten. Seine Arbeiten wurden weitgehend marginalisiert und ignoriert, doch von einigen Kollegen und Kritikern außerordentlich geschätzt – darunter Oskar Kokoschka und Stefan Pollatschek.
1927 heiratete er die Malerin Katharina Zirner, die auf der Hochzeitsreise in Kathmandu den gemeinsamen Sohn Martin gebar und an den Folgen der Geburt verstarb. Auch Martin Rapaport hieß spätestens ab 1934 Martin Ray. Nach der Annexion Österreichs musste Rudolf Ray das Land verlassen. Er gelangte über Frankreich 1942 nach New York. Mit ihm kam seine Mutter, die ebenfalls zuvor in Wien mit ihm und seiner Schwester, verheiratete Andermann, gelebt hatte. In New York lebte die Familie wieder zusammen. In den 1950er Jahren lebte er in Almora in Indien, von 1960 bis 1974 überwiegend in Tepoztlán in Mexiko.
In New York hatte er sich von der „psychologischen Malerei“ der abstrakten Kunst zugewandt. In New York gab es zumindest 1952 eine Ausstellung seiner Werke, 1955 besprach das Time Magazine seine Werke, eine weitere Ausstellung gab es 1970 in Wien.
2019 wurde eine Retrospektive seiner Arbeiten bei Suppan Fine Arts in Wien gezeigt.
Er war noch ein zweites Mal verheiratet, Joyce Roland Ray schenkte 1987 ein Werk ihres Mannes dem Metropolitan Museum of Art.
Sein Sohn Martin Ray verblieb 1938 in Österreich. Wahrscheinlich konnte er auf Grund einer Behinderung oder chronischen Krankheit nicht mit fliehen. Er soll nach seiner Geburt in Indien von einem Insekt gestochen worden sein, dies soll zu einer geistigen Behinderung geführt haben. Zuletzt befand er sich in einem Sammellager für kranke Juden in der Malzgasse im 7. Wiener Gemeindebezirk, wo er am 28. Oktober 1944 sein Leben verlor.

## Zitat
„Der Maler Rapaport wird von dem Großteil der Zeitgenossen, der seine Bilder kennt, verlacht; Kollegen verweigern ihm die Anerkennung, sperren sich gegen die Ausstellung seiner Bilder, sehen ihn hochmüthig über die Achsel an, machen ihn verächtlich.“

## Werke in Museen
- Albertina, Wien
- Peggy Guggenheim Collection, Venedig
- Harvard Art Museums, Fogg Art Museum, Boston
- Metropolitan Museum of Art, New York
- Museum Moderner Kunst Wien
- Österreichische Galerie Belvedere, Wien
- Philadelphia Museum of Art, Philadelphia
- Tel Aviv Museum of Art